# Абелин, Исаак Меерович
Исаак Меерович Абелин (6 февраля 1883, Витебск — 25 апреля 1965, Берн) — швейцарский физиолог, известным описанием реакции Абелина. 

## Биография
Родился в Витебске в семье торговца Меера Давидовича Абелина и Софьи Долкарт.
Получил медицинское образование в Бернском университете (доктор философских наук (1910), доктор медицинских наук (1927)). Профессор кафедры физиологии Бернского университета (1927-1943). Директор Института Физиологии (1943-1953, с 1953 — заслуженный профессор).
Работал в области питания, обмена веществ и щитовидной железы.

## Научные труды
- Über eine neue Methode, das Salvarsan nachzuweisen.

Münchener medizinische Wochenschrift, 1911; 58: 1002-1003.
- Über das verhalten des Neosalvarsans und des Salvarsans im Organismus.

Archiv für experimentelle Patholgie und Pharmakologie, Leipzig, 317-332.
- Methoden zum Nachweis der Wirkung von Schilddrüsenstoffen.

In Emil Abderhalden, publisher: Handbuch der biologischen Arbeitsmethoden. Berlin; Vienna, 1926.